# 台湾車輌

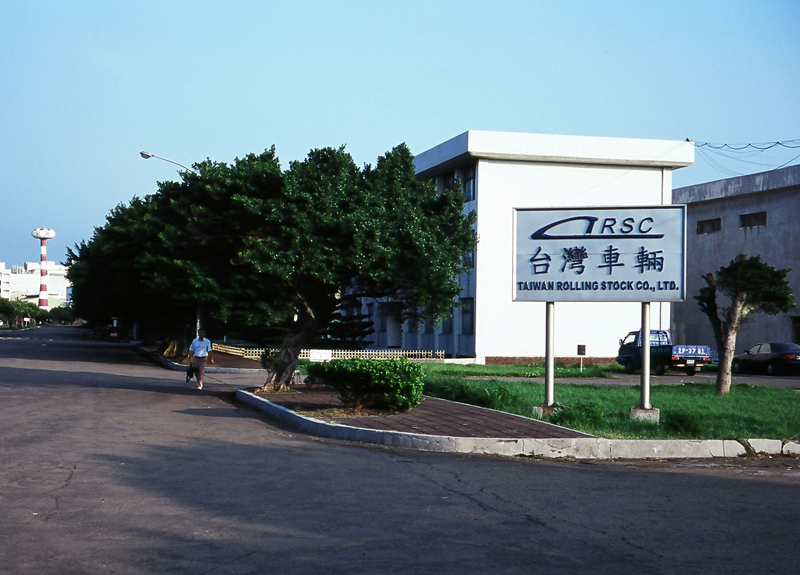
台湾車輌本社

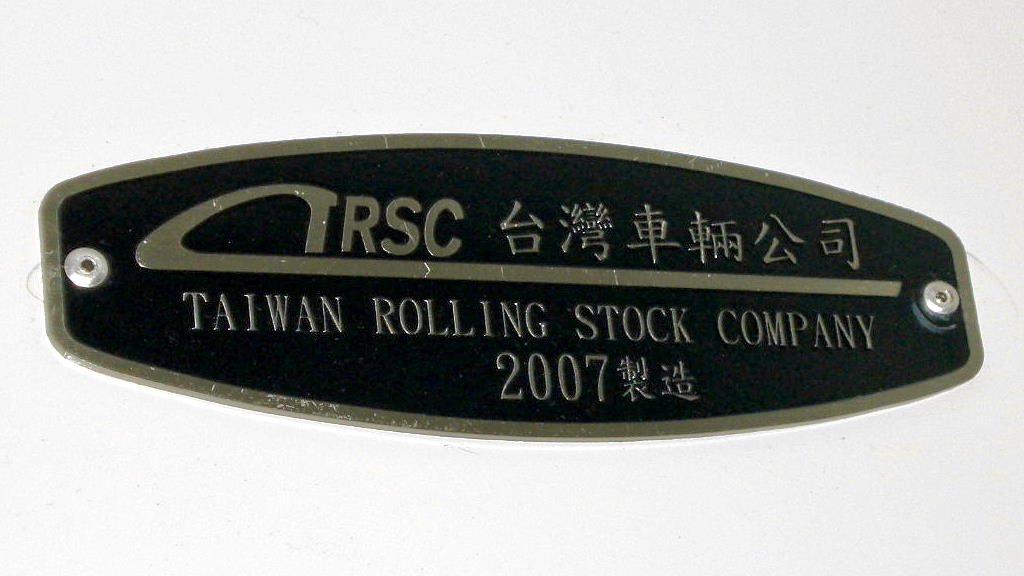
台湾車輌で製造されたEMU700型電車車内銘板

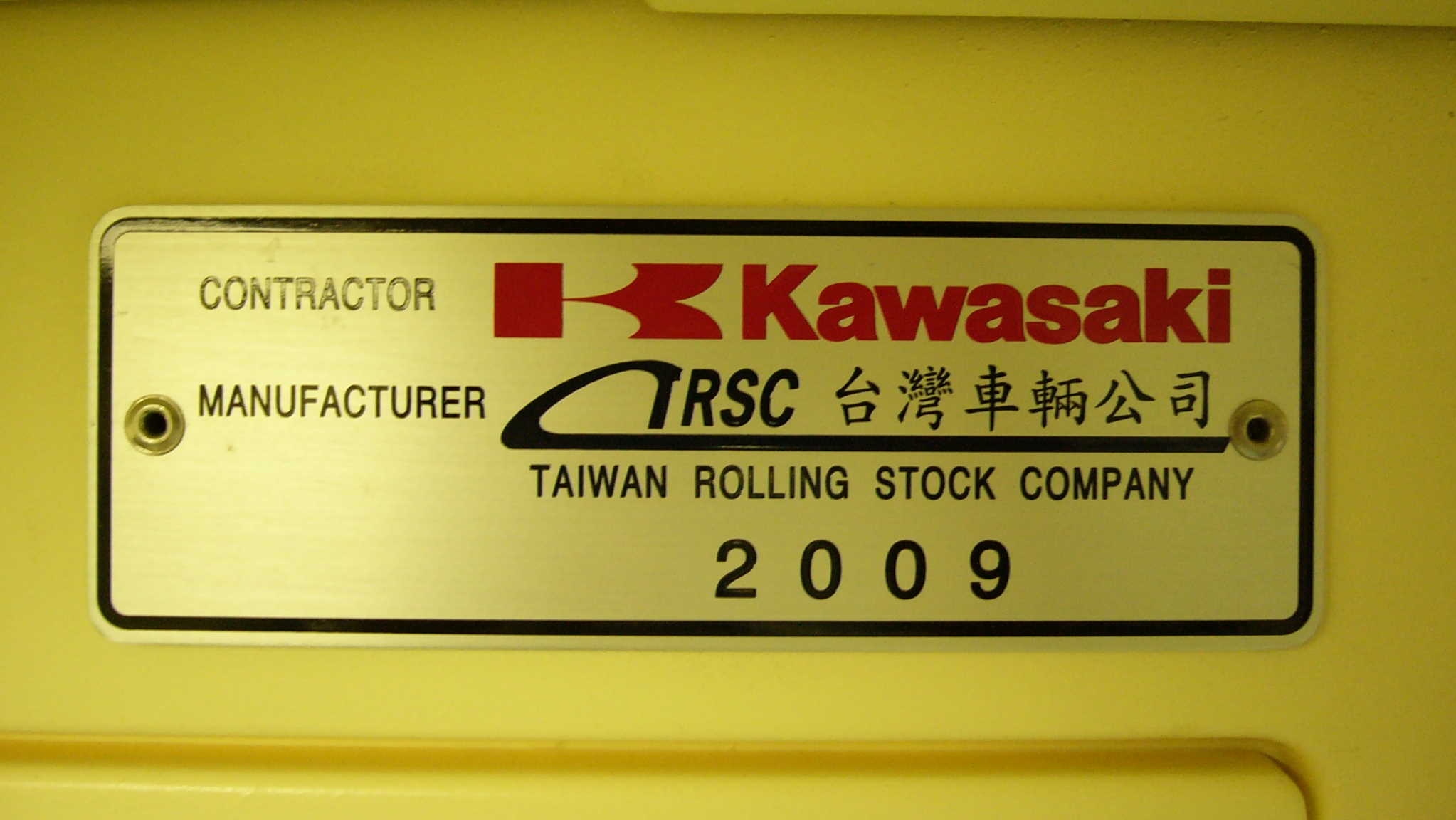
台湾車輌で製造された台北捷運371型電車

台湾車輌（たいわんしゃりょう）は台湾の鉄道車両製造メーカーである。

## 概要
台湾車輌は2002年10月16日に設立された台湾の主要な交通輸送設備製造メーカーである。
国営企業であった唐栄鉄工廠の民営化にあたり鉄道車両事業部を分離するのに際して、また経済部による鉄道車両国産化政策にも基づき、台湾初の民間鉄道車輌メーカーとして唐栄鉄工廠、中国鋼鉄、日本車輌、住友商事の4つの企業の出資によって設立された。本社及び工場は新竹県湖口郷にあり、鉄道車両の生産を主な業務としている。生産した車両の多くは台湾鉄路管理局に納入されている。

## 製品
台湾車輌は唐栄の鉄道部門と日本車輌製品の保証を継承し、その後の日本車輛の台湾向け製品にも協力し、新規の注文も受けた。
台湾鉄路管理局
- EMU800型（最初の2編成は日本車輌製）
- EMU700型（最初の12両は日本車輌製）
- EMU1200型（EMU200型から改造）
- DHL100型ディーゼル機関車（新潟トランシスノックダウン生産）
- 莒光号用客車改造

阿里山森林鉄路
- 阿里山号客車総括制御改造
- 檜木車両
- 第七代ディーゼル機関車（日本車輌製/ノックダウン生産、総括制御付き）

台北捷運
発注者は台北市政府捷運工程局
- 台北捷運371型電車組立（川崎重工製のノックダウン生産）
- 台北捷運381型電車組立（同上）
- 台北捷運環状線電車組立（日立レールイタリア製ドライバーレス・メトロのノックダウン生産）

桃園捷運
- 桃園捷運1000型電車16編成（最初の1編成と増備車3編成は川崎重工製。発注者は交通部高速鉄路工程局）

台中捷運
- 台中捷運中運量電車（川崎重工製のノックダウン生産[3]。発注者は台北市政府捷運工程局）

新北捷運
発注者は新北市政府捷運工程局
- 新北捷運淡海軽軌電車15編成（ドイツ・フォイトとの共同開発）

台湾高速鉄路公司
- 保線用車輌（発注者は三菱重工）[4]
- DD30型ディーゼル機関車

国家中山科学研究院
- ライトレール試作車

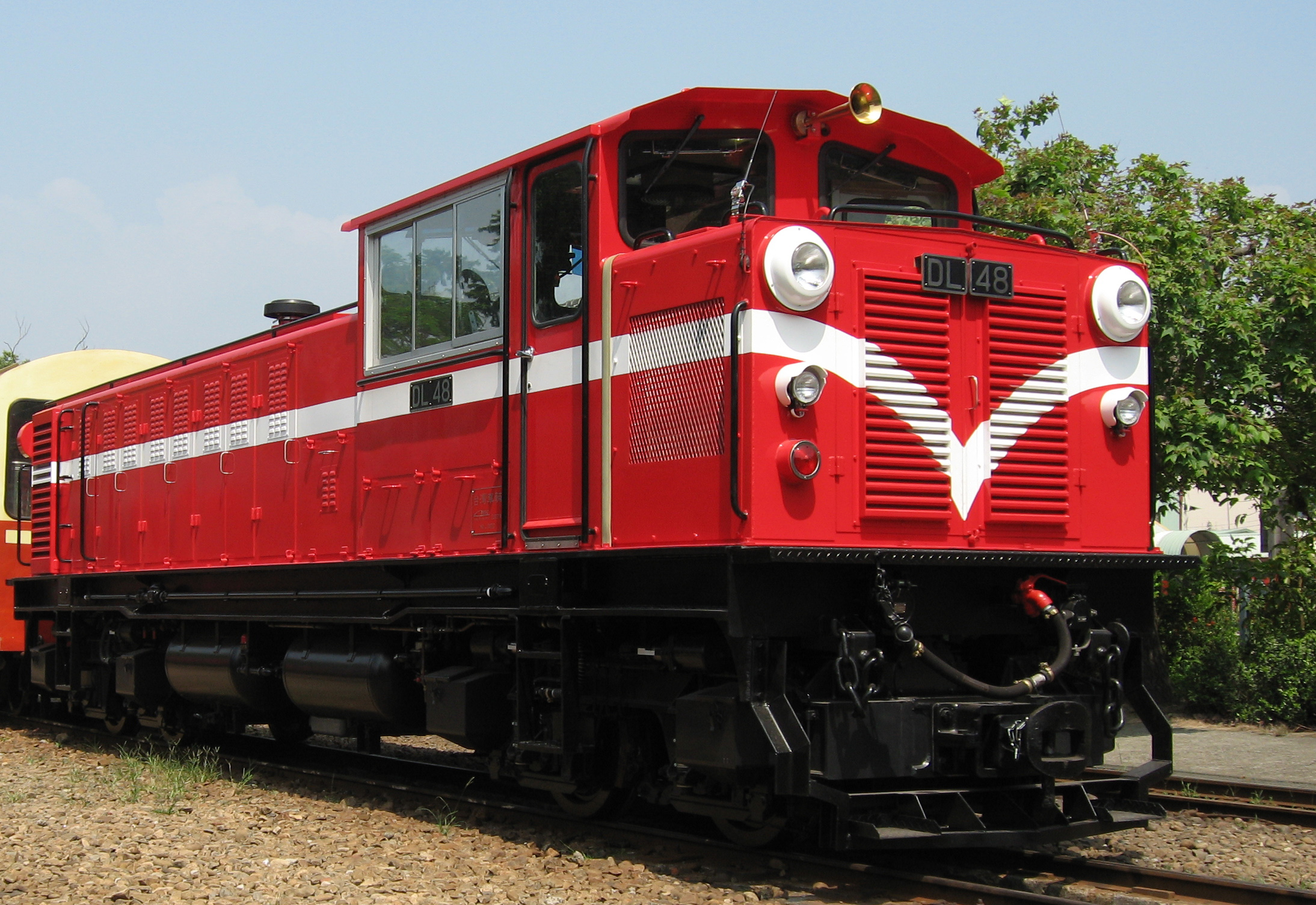
阿里山森林鉄路第七代ディーゼル機関車
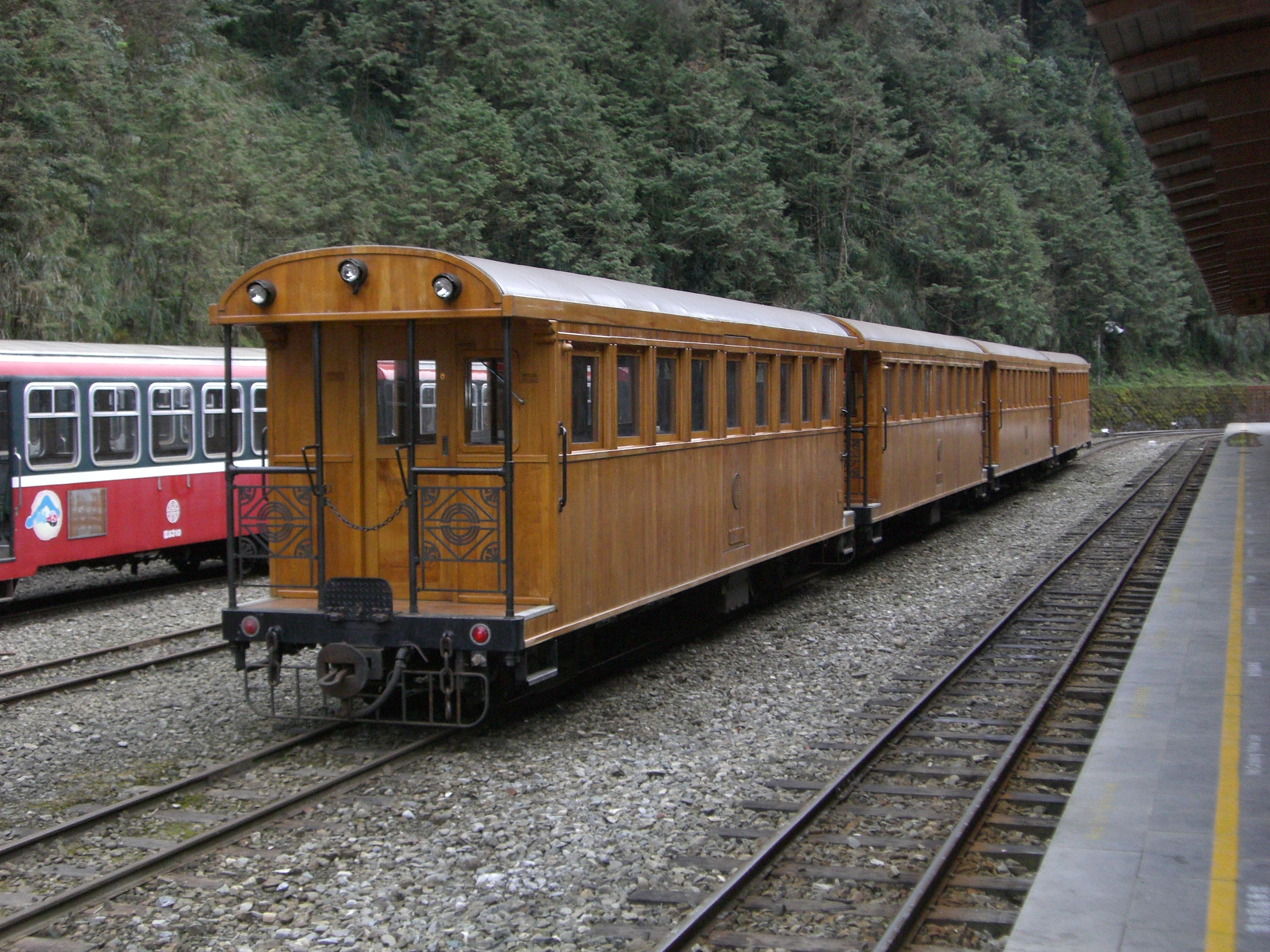
阿里山森林鉄路檜木車両
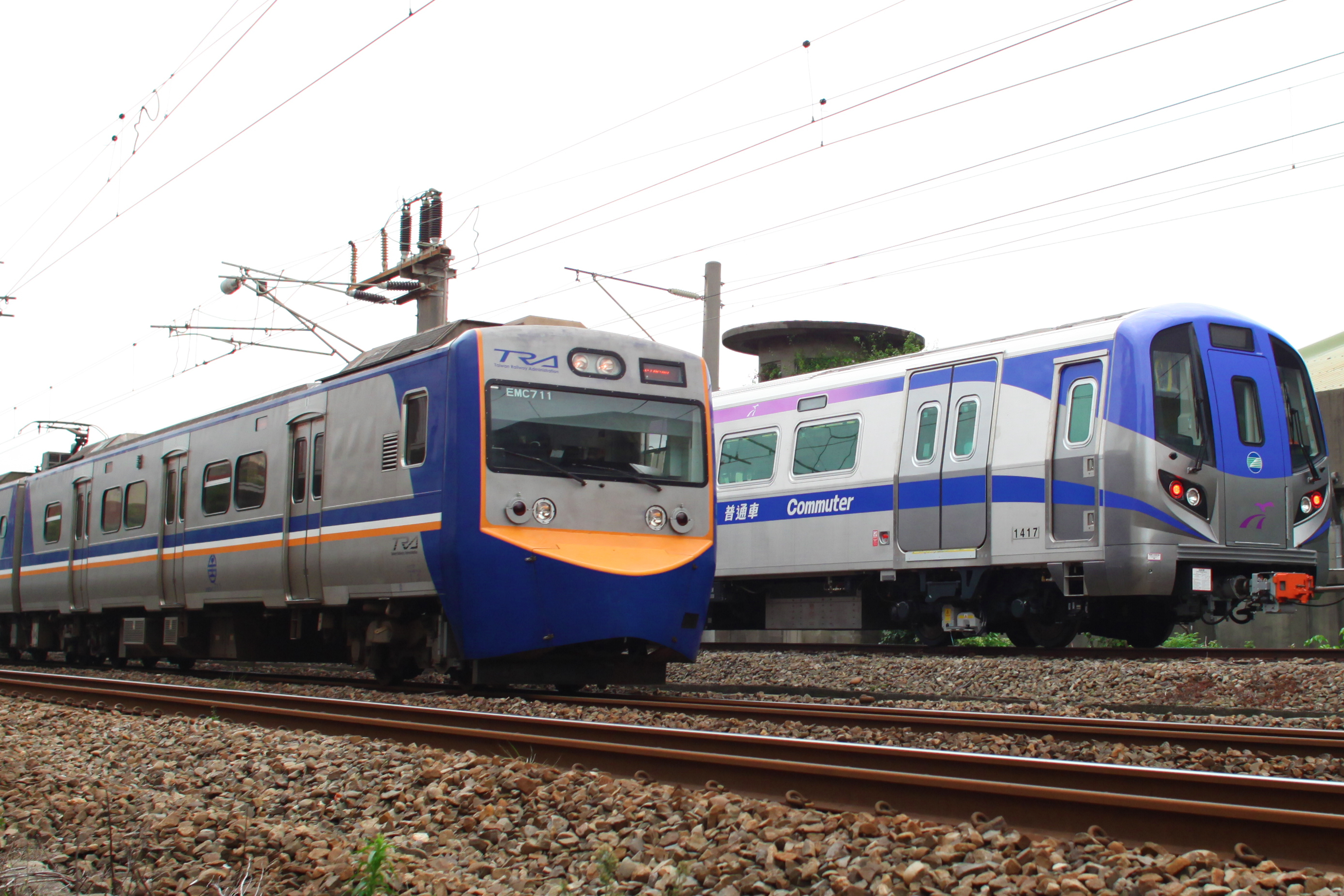
台湾鉄路管理局EMU700型電車と桃園捷運1000型電車
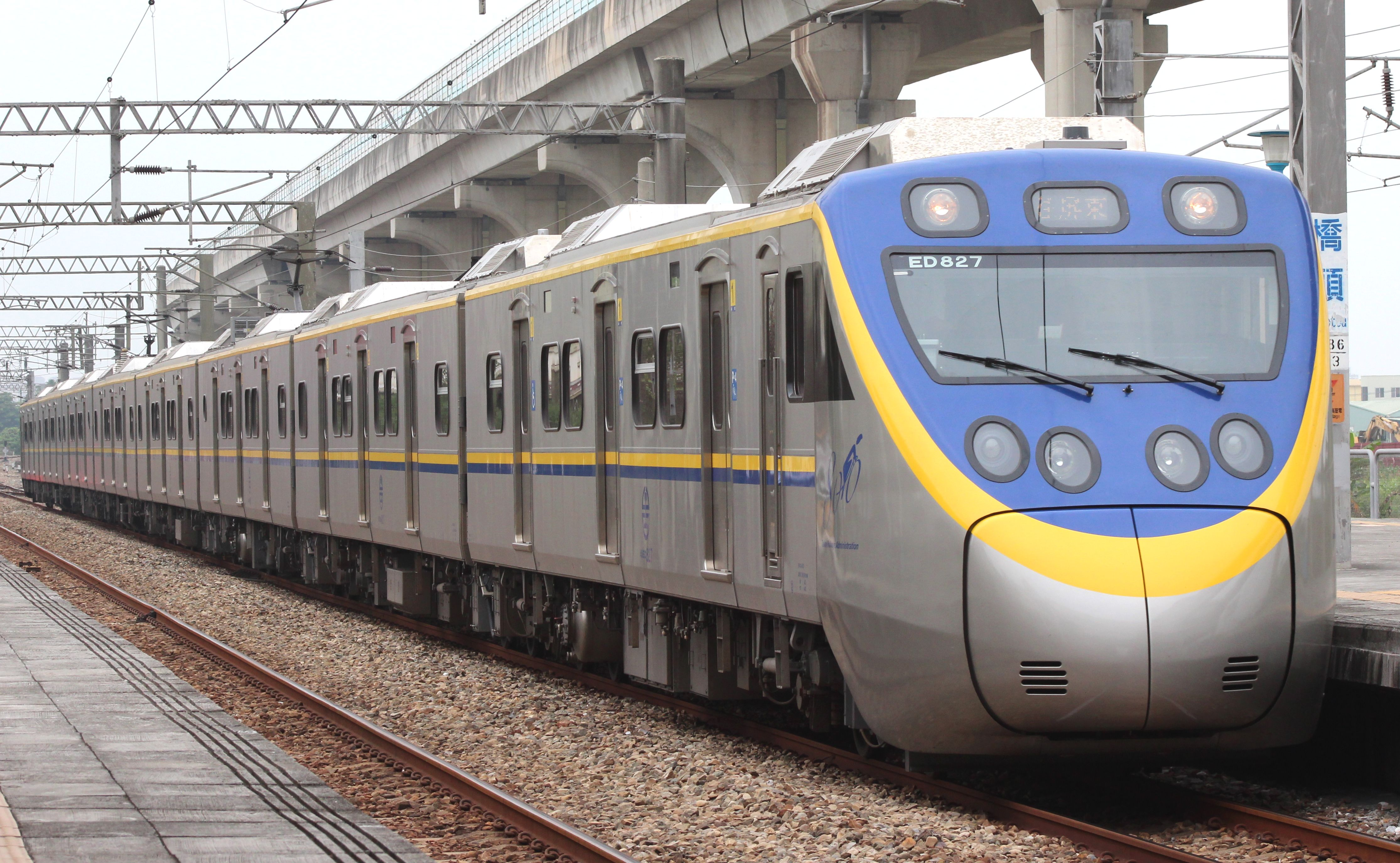
台湾鉄路管理局EMU800型電車
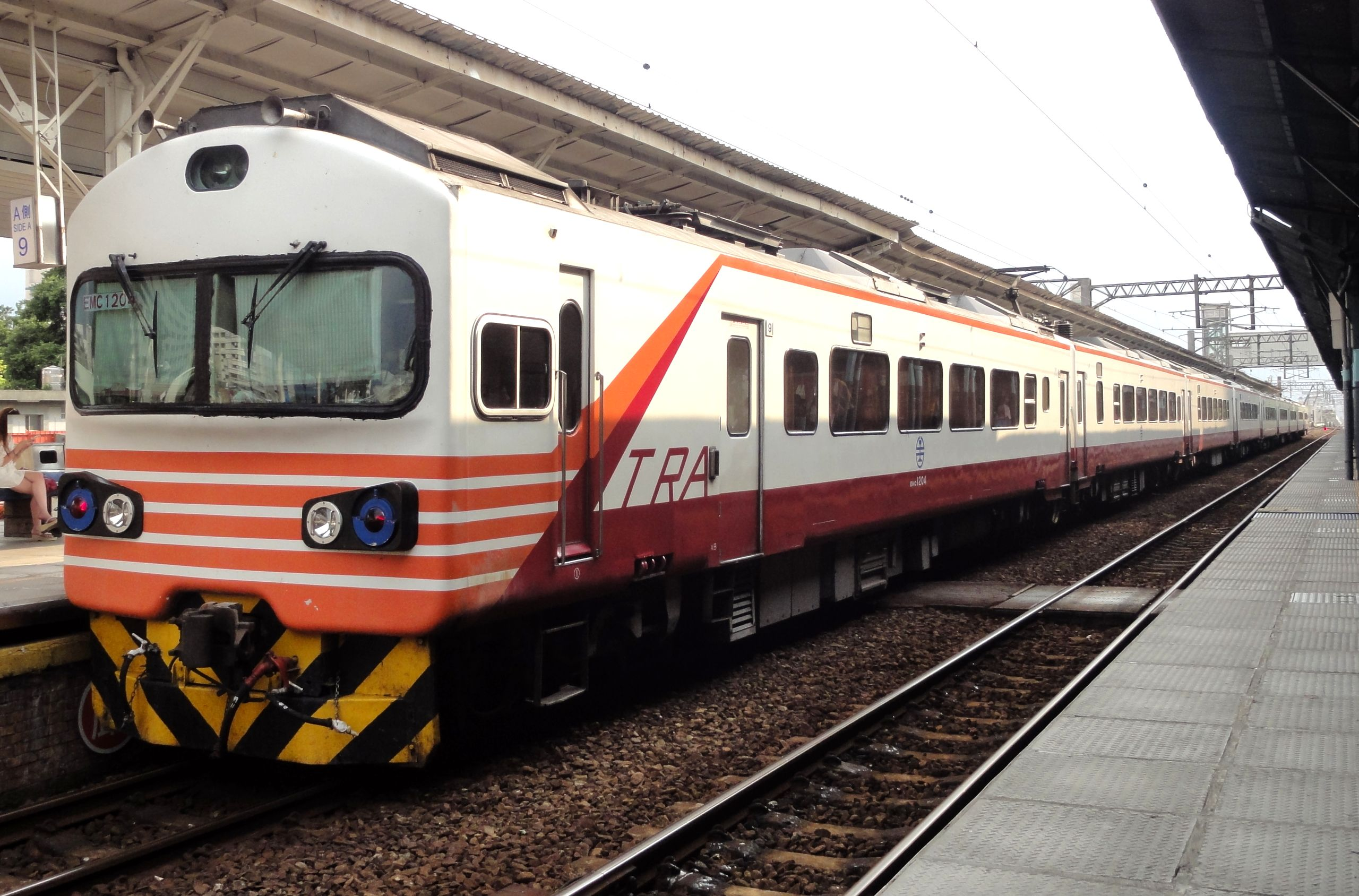
台湾鉄路管理局EMU1200型電車
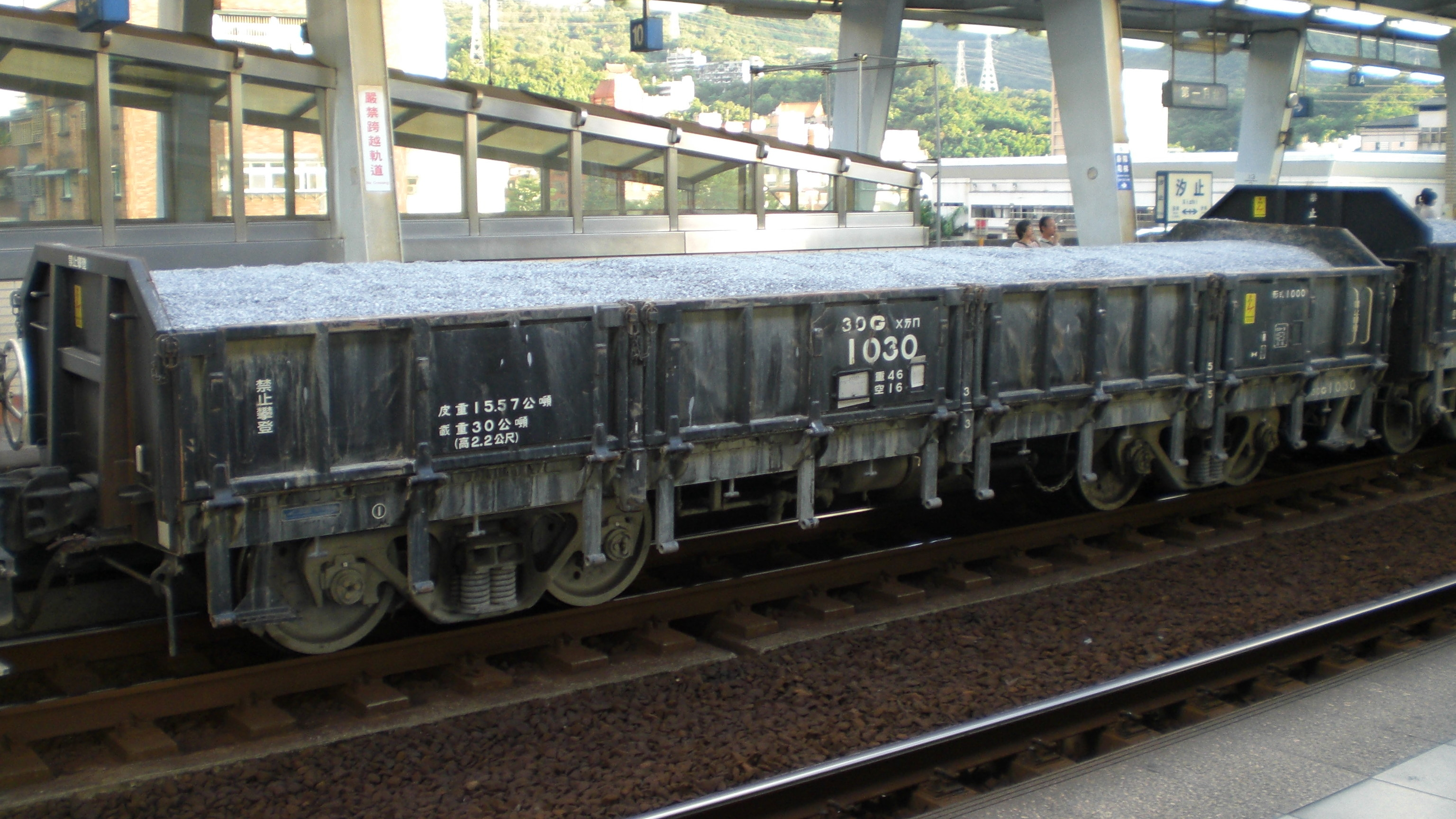
台湾鉄路管理局30G1000型
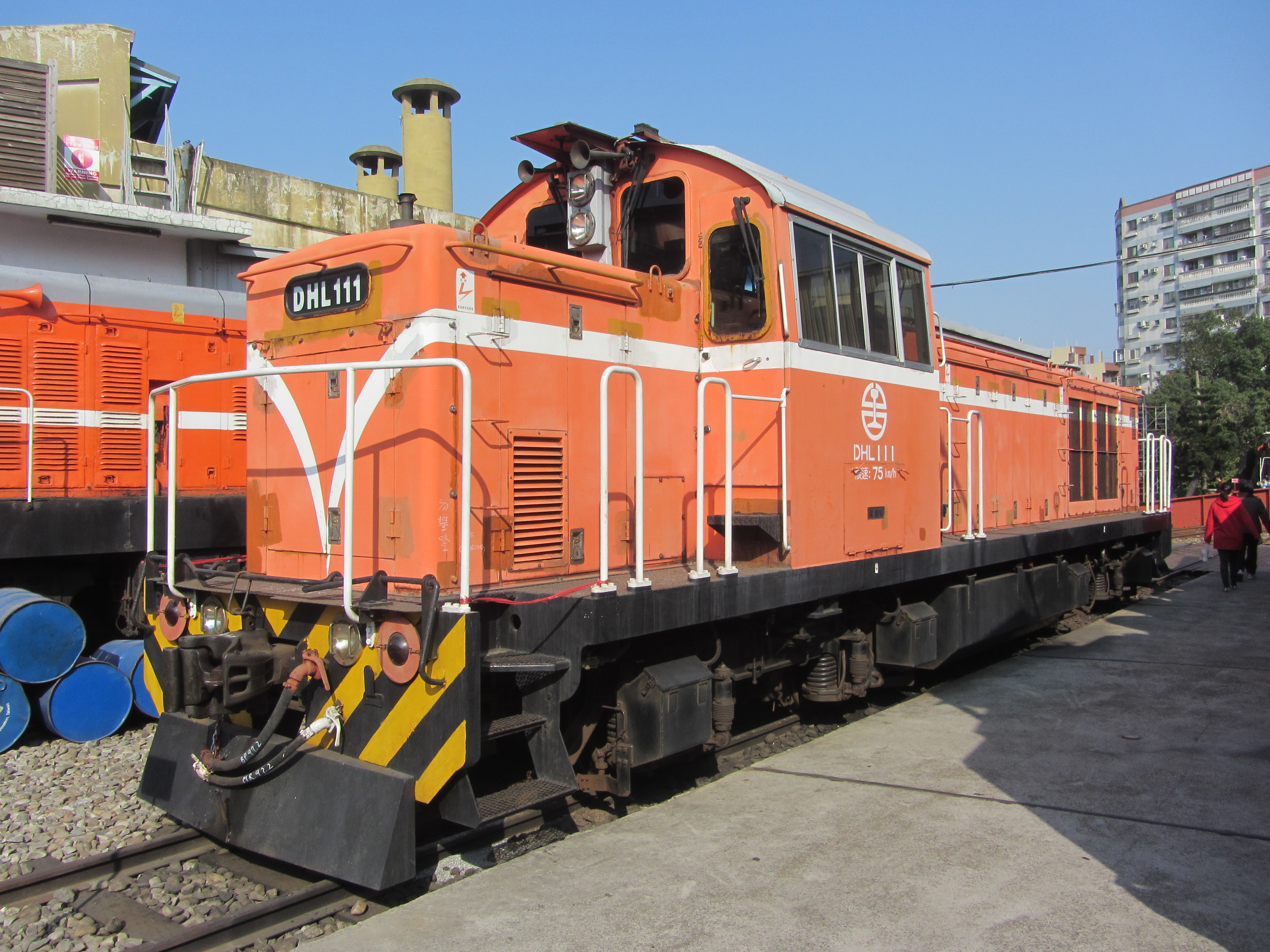
台湾鉄路管理局DHL100型ディーゼル機関車
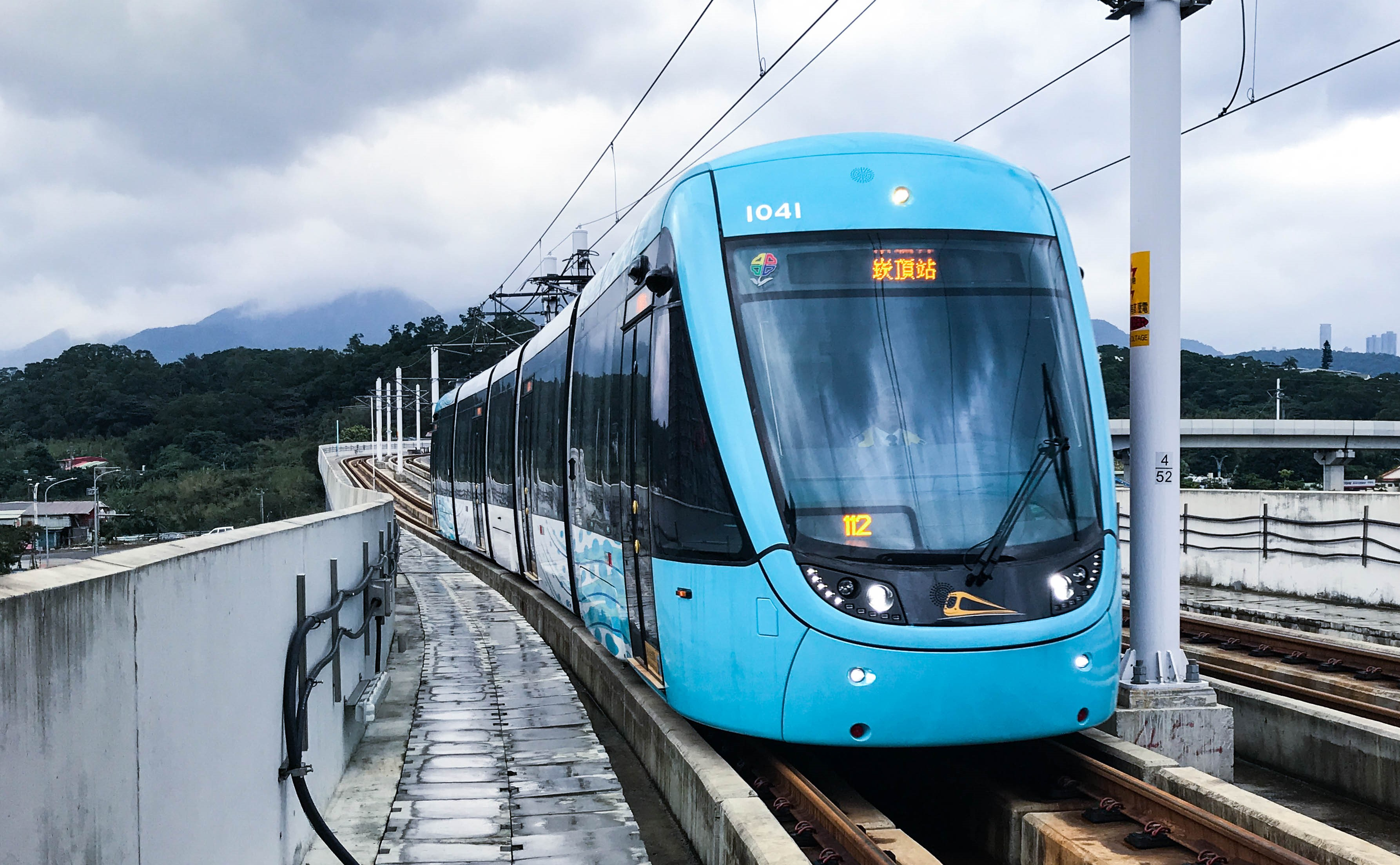
新北捷運淡海軽軌電車
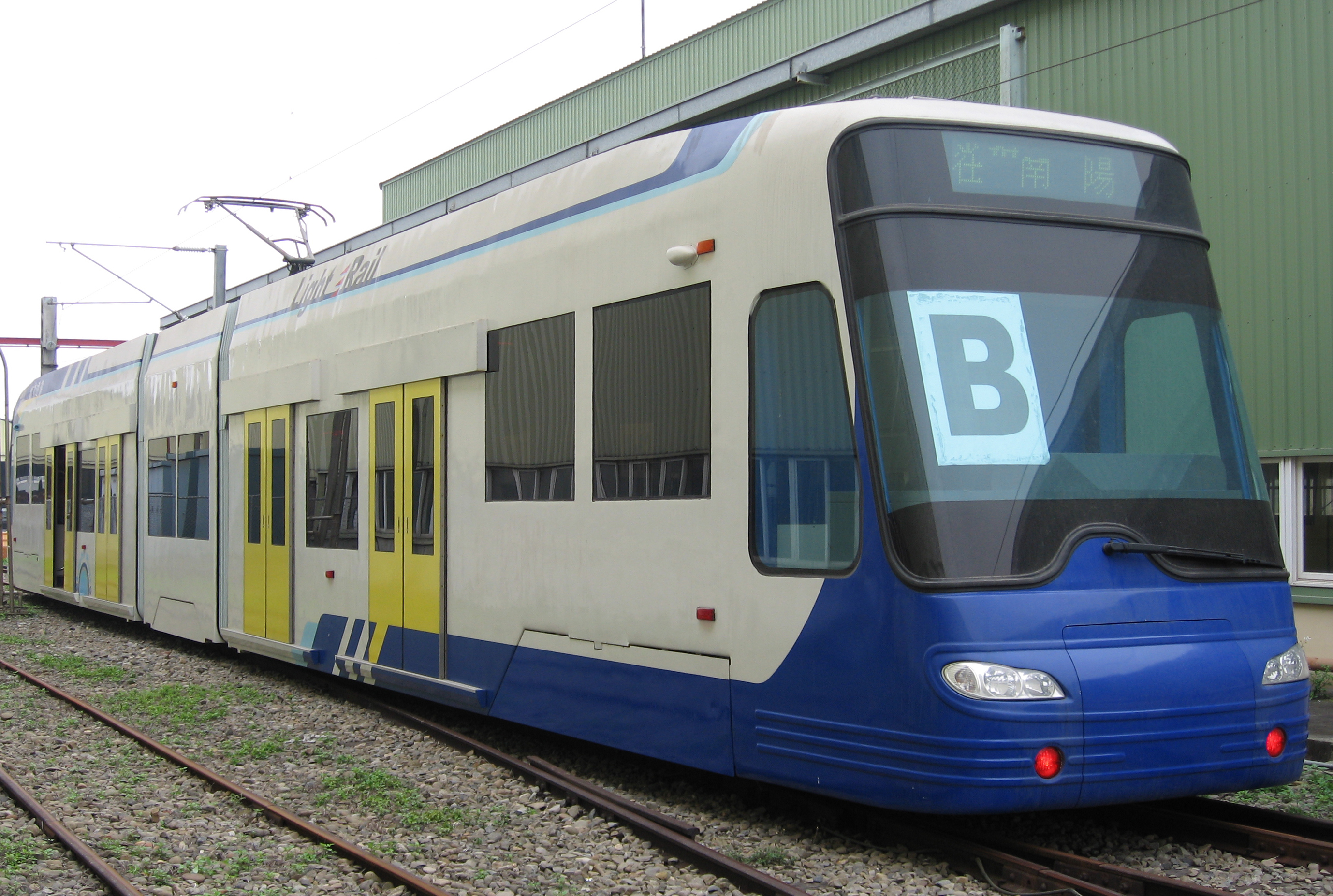
国家中山科学研究院ライトレール試作車
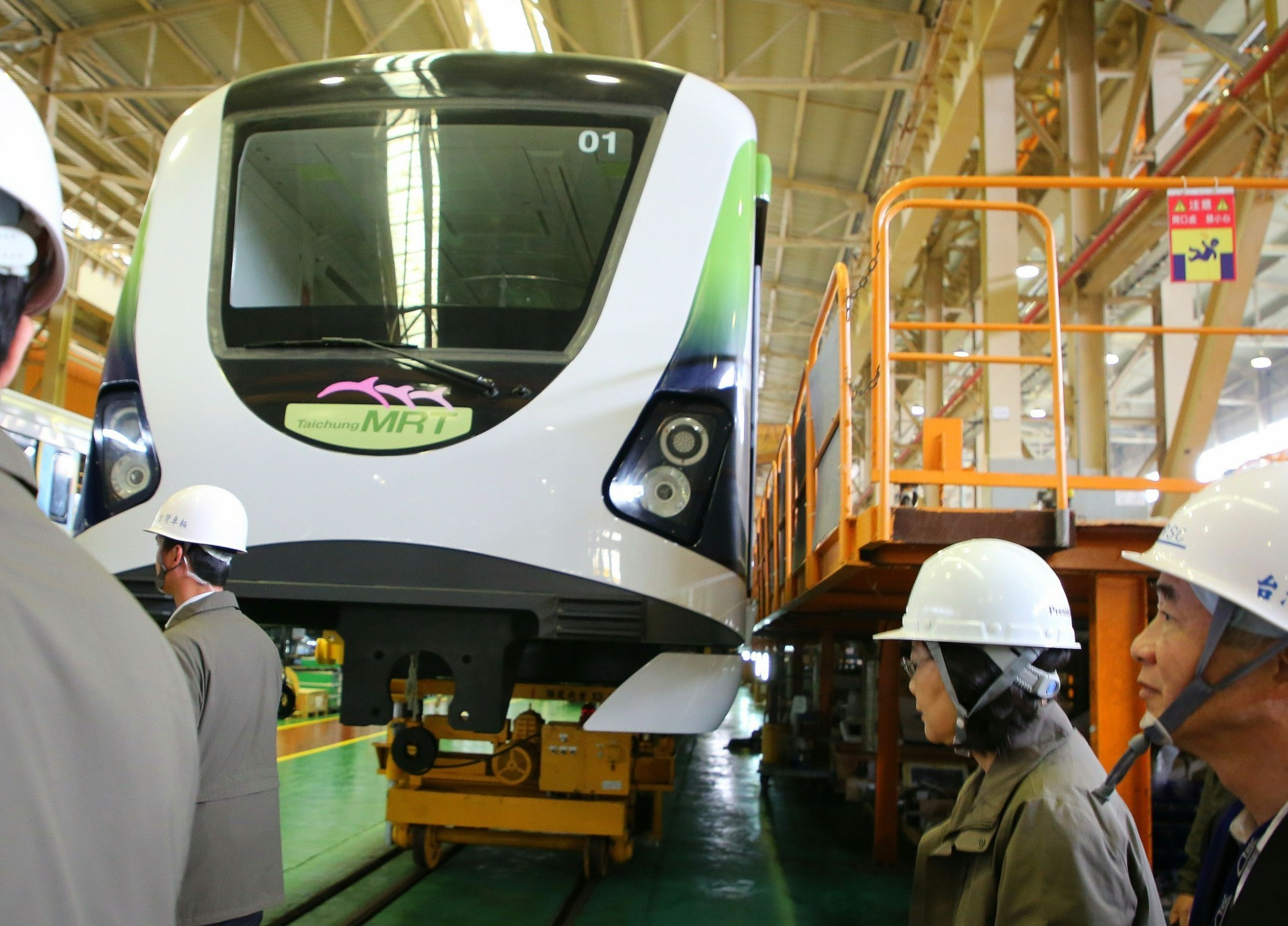
台中捷運中運量電車
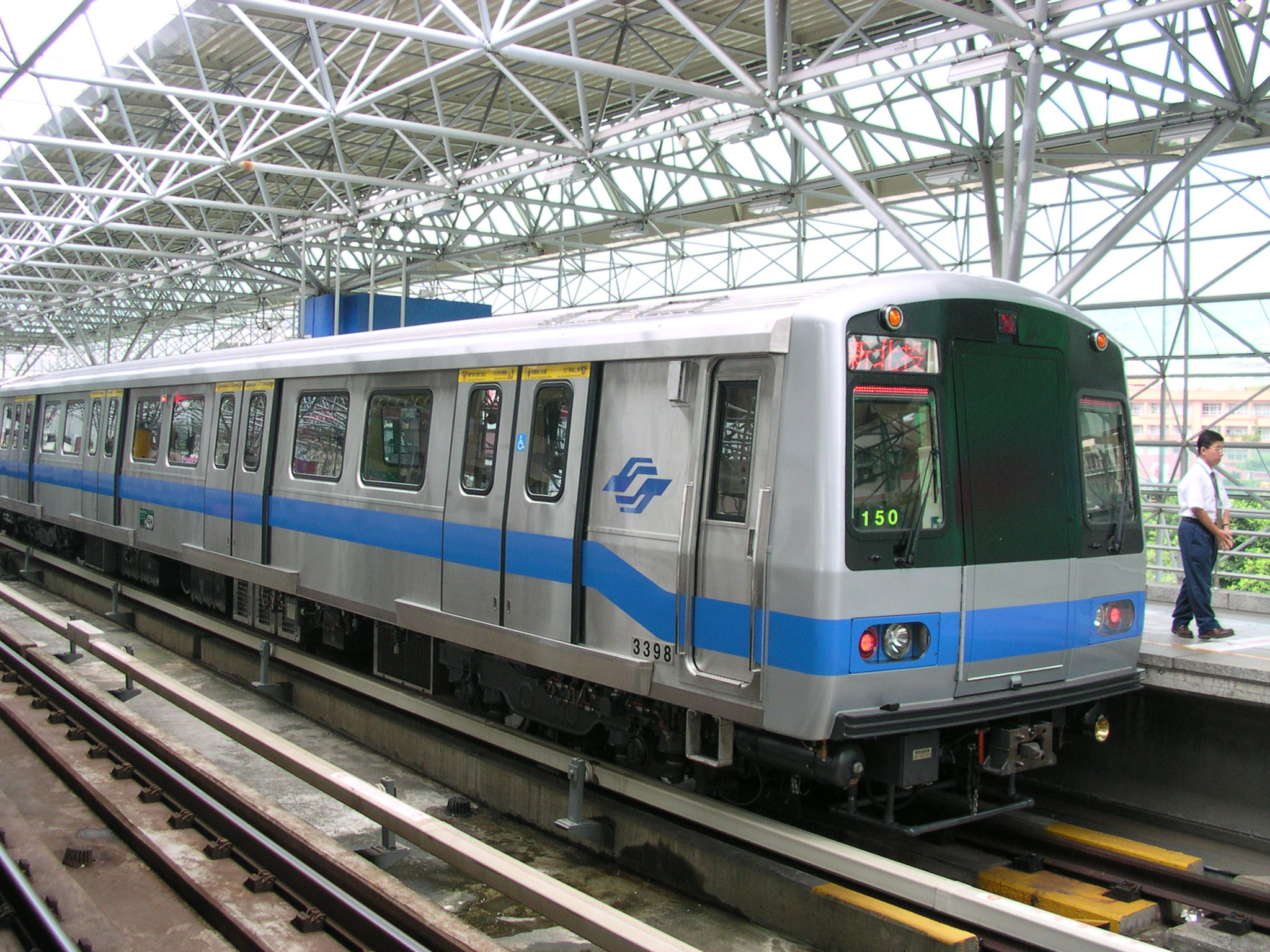
台北捷運371型電車
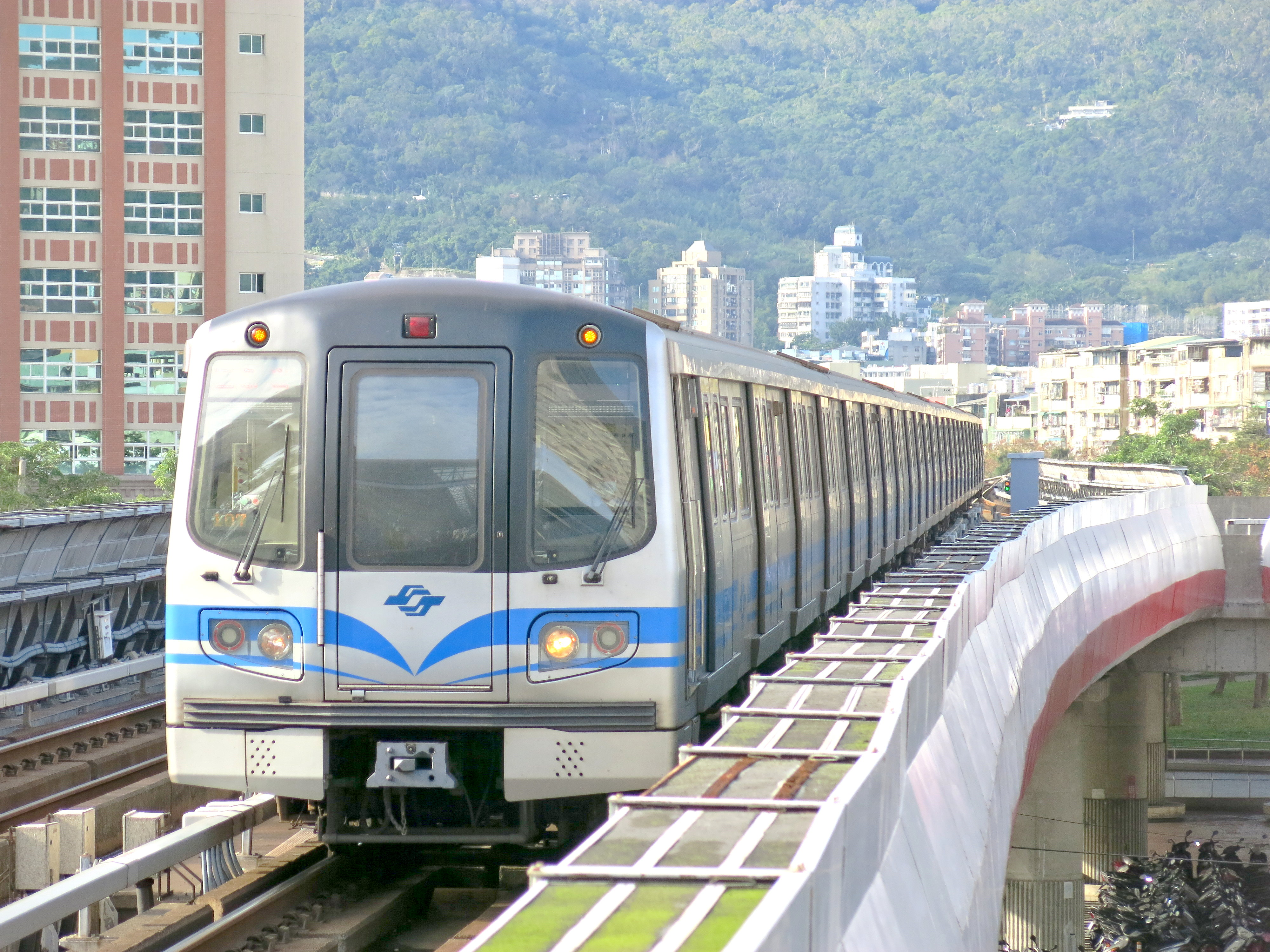
台北捷運381型電車
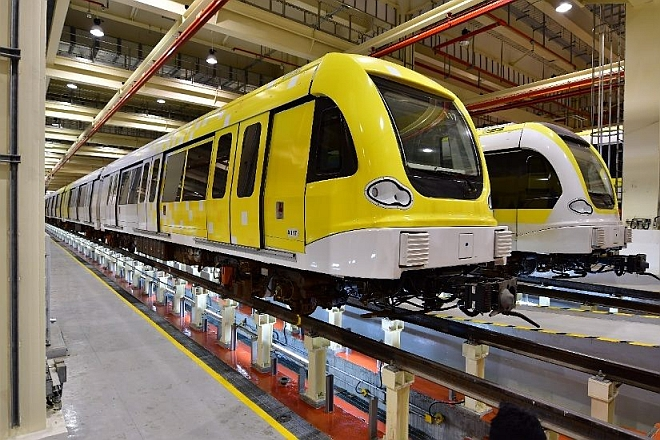
台北捷運環状線電車
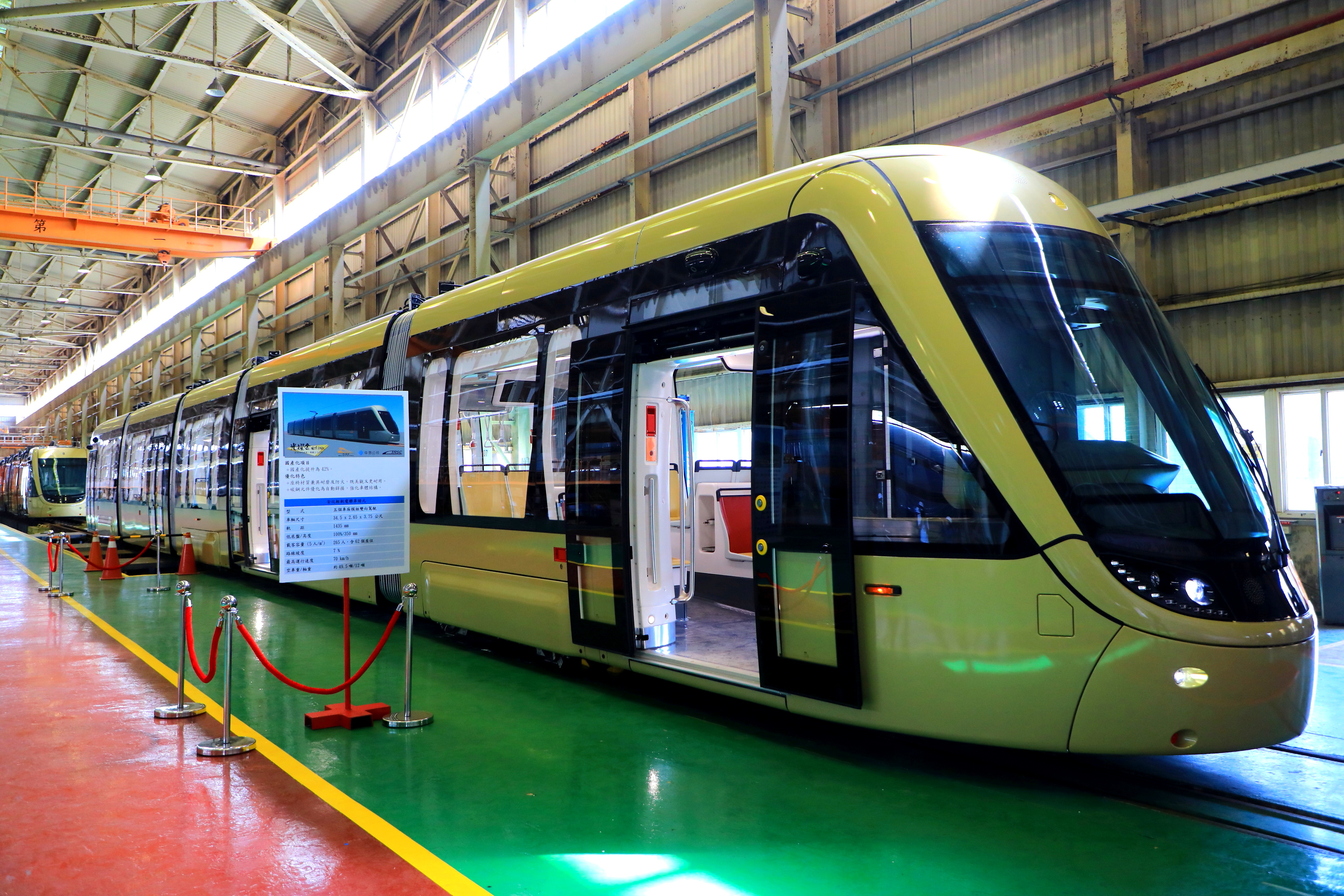
新北捷運安坑軽軌電車
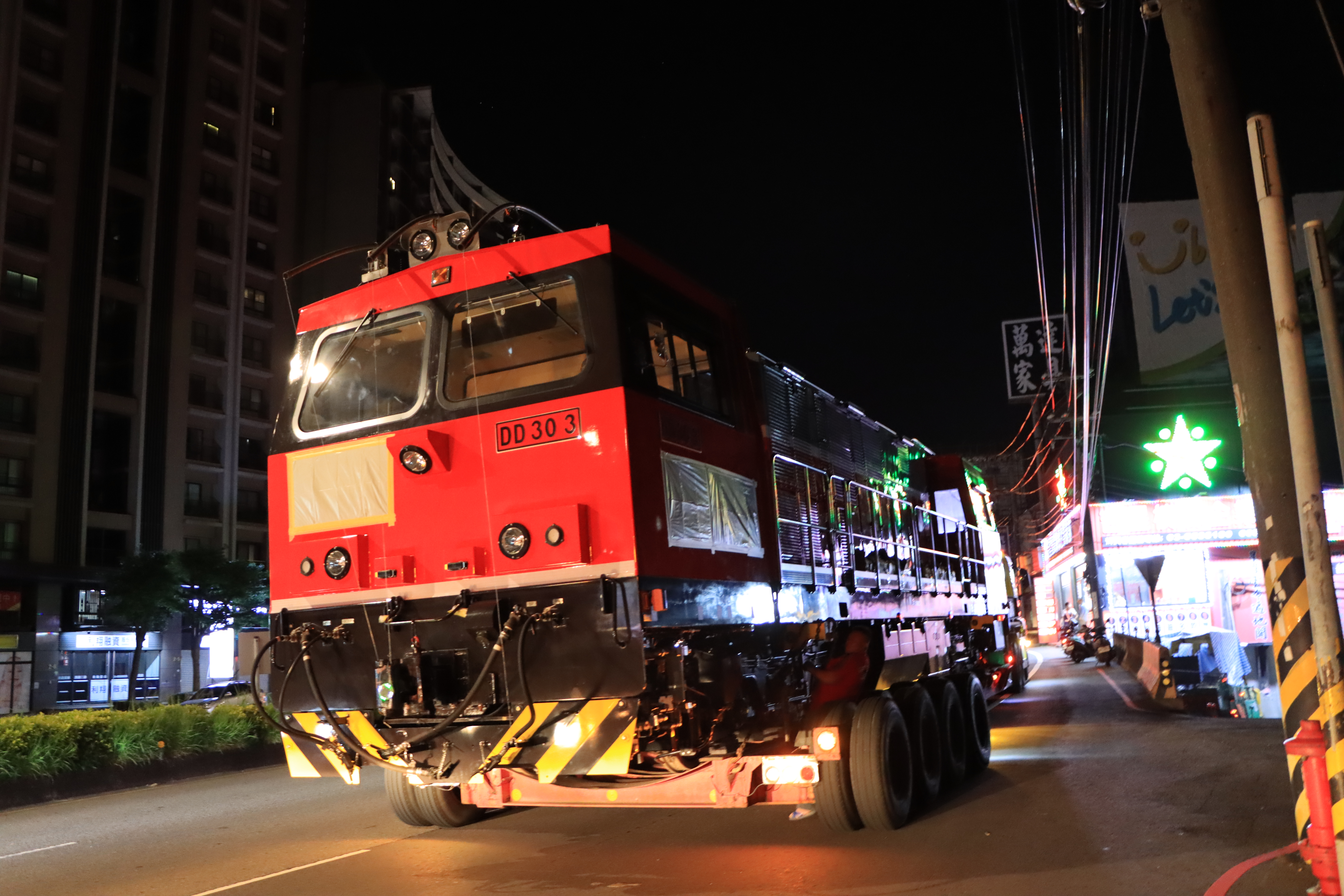
台湾高速鉄路DD30型ディーゼル機関車